# Ischnocampa sordida
Ischnocampa sordida là một loài bướm đêm thuộc phân họ Arctiinae, họ Erebidae.